# Rekordy pucharu interkontynentalnego w lekkoatletyce
Rekordy pucharu interkontynentalnego w lekkoatletyce – najlepsze rezultaty uzyskane w historii rywalizacji lekkoatletów w pucharze interkontynentalnym organizowanym w latach 1977–2006 pod nazwą Pucharu Świata.

## Mężczyźni
| Konkurencja                        | Rezultat | Zawodnik                                                                           | Miejsce uzyskania | Data                |
| ---------------------------------- | -------- | ---------------------------------------------------------------------------------- | ----------------- | ------------------- |
| bieg na 100 metrów                 | 9,87     | Obadele Thompson                                                                   | Johannesburg      | 11 września 1998    |
| bieg na 200 metrów                 | 19,87    | Wallace Spearmon                                                                   | Ateny             | 17 września 2006    |
| bieg na 400 metrów                 | 44,22    | Jeremy Wariner                                                                     | Split             | 4 września 2010     |
| bieg na 800 metrów                 | 1:43,37  | David Rudisha                                                                      | Split             | 5 września 2010     |
| bieg na 1500 metrów                | 3:31,20  | Bernard Lagat                                                                      | Madryt            | 20 września 2002    |
| bieg na 3000 metrów                | 7:32,19  | Craig Mottram                                                                      | Ateny             | 17 września 2006    |
| bieg na 5000 metrów                | 13:13,82 | Miruts Yifter                                                                      | Düsseldorf        | 3 lipca 1977        |
| bieg na 110 metrów przez płotki    | 12,96    | Allen Johnson                                                                      | Ateny             | 17 września 2006    |
| bieg na 400 metrów przez płotki    | 47,37    | Edwin Moses                                                                        | Rzym              | 4 września 1981     |
| bieg na 400 metrów przez płotki    | 47,37    | Abderrahaman Samba                                                                 | Ostrawa           | 8 września 2018     |
| bieg na 3000 metrów z przeszkodami | 8:09,67  | Richard Mateelong                                                                  | Split             | 5 września 2010     |
| sztafeta 4 × 100 metrów            | 37,59    | Stany Zjednoczone · Kaaron Conwright · Wallace Spearmon · Tyson Gay · Jason Smoots | Ateny             | 16 września 2006    |
| sztafeta 4 × 400 metrów            | 2:59,00  | Ameryka Nery Brenes Bershawn Jackson Greg Nixon Ricardo Chambers                   | Split             | 5 września 2010     |
| skok wzwyż                         | 2,40     | Javier Sotomayor                                                                   | Londyn            | 11 września 1994    |
| skok o tyczce                      | 5,95     | Steve Hooker                                                                       | Split             | 5 września 2010     |
| skok w dal                         | 8,52     | Larry Myricks                                                                      | Montreal          | 26 września 1979    |
| trójskok                           | 17,61    | Yoelbi Quesada                                                                     | Londyn            | 11 września 1994    |
| pchnięcie kulą                     | 22,00    | Ulf Timmermann                                                                     | Canberra          | 5 października 1985 |
| rzut dyskiem                       | 71,25    | Róbert Fazekas                                                                     | Madryt            | 21 września 2002    |
| rzut młotem                        | 82,68    | Tibor Gécsek                                                                       | Johannesburg      | 12 września 1998    |
| rzut oszczepem                     | 89,26    | Andreas Thorkildsen                                                                | Split             | 5 września 2010     |

## Kobiety
| Konkurencja                        | Rezultat | Zawodniczka                                                            | Miejsce uzyskania | Data                |
| ---------------------------------- | -------- | ---------------------------------------------------------------------- | ----------------- | ------------------- |
| bieg na 100 metrów                 | 10,65    | Marion Jones                                                           | Johannesburg      | 11 września 1998    |
| bieg na 200 metrów                 | 21,62    | Marion Jones                                                           | Johannesburg      | 11 września 1998    |
| bieg na 400 metrów                 | 47,60    | Marita Koch                                                            | Canberra          | 1 października 1985 |
| bieg na 800 metrów                 | 1:54,44  | Ana Fidelia Quirot                                                     | Barcelona         | 9 września 1989     |
| bieg na 1500 metrów                | 4:00,84  | Maryam Yusuf Jamal                                                     | Ateny             | 17 września 2006    |
| bieg na 3000 metrów                | 8:27,50  | Sifan Hassan                                                           | Ostrawa           | 8 września 2018     |
| bieg na 5000 metrów                | 14:39,11 | Meseret Defar                                                          | Ateny             | 17 września 2006    |
| bieg na 100 metrów przez płotki    | 12,47    | Dawn Harper-Nelson                                                     | Marrakesz         | 14 września 2014    |
| bieg na 400 metrów przez płotki    | 52,96    | Nezha Bidouane                                                         | Johannesburg      | 11 września 1998    |
| bieg na 3000 metrów z przeszkodami | 9:07,92  | Beatrice Chepkoech                                                     | Ostrawa           | 9 września 2018     |
| sztafeta 4 × 100 metrów            | 41,37    | NRD · Silke Gladisch · Sabine Rieger · Ingrid Auerswald · Marlies Göhr | Canberra          | 6 października 1985 |
| sztafeta 4 × 400 metrów            | 3:19,50  | NRD · Kirsten Emmelmann · Sabine Busch · Dagmar Neubauer · Marita Koch | Canberra          | 4 października 1985 |
| skok wzwyż                         | 2,05     | Blanka Vlašić                                                          | Split             | 5 września 2010     |
| skok o tyczce                      | 4,85     | Anżelika Sidorowa                                                      | Ostrawa           | 8 września 2018     |
| skok o tyczce                      | 4,85     | Katerina Stefanidi                                                     | Ostrawa           | 8 września 2018     |
| skok o tyczce                      | 4,85     | Sandi Morris                                                           | Ostrawa           | 8 września 2018     |
| skok w dal                         | 7,27     | Heike Drechsler                                                        | Canberra          | 6 października 1985 |
| trójskok                           | 15,25    | Olga Rypakowa                                                          | Split             | 4 września 2010     |
| pchnięcie kulą                     | 20,98    | Ilona Slupianek                                                        | Montreal          | 24 sierpnia 1979    |
| rzut dyskiem                       | 71,54    | Ilke Wyludda                                                           | Barcelona         | 10 września 1989    |
| rzut młotem                        | 75,46    | DeAnna Price                                                           | Ostrawa           | 8 września 2018     |
| rzut oszczepem                     | 65,52    | Barbora Špotáková                                                      | Marrakesz         | 13 września 2014    |